# حسام بهجت
حسام بهجت من مواليد 1978، هو ناشط حقوقي مصري ومُحقّق صحفي، وهو مؤسّس المبادرة المصرية للحقوق الشخصية. يعمل في الوقت الحالي كصحفي لدى مدى مصر.

## النشأة
وُلد حسام بهجت عام 1978 في الإسكندرية وترعرع هناك، كما درس في نفس المدينة ولا زال يُقيم فيها.

## المسيرة المهنية
بدأ بهجت حياته المهنية كصحفي، حيث عمل معَ المنظمة المصرية لحقوق الإنسان لكنه استقال من منصبه بسبب تقاعس المنظمة عن عملها خلال حادث إلقاء القبض على 52 رجلا بتُهم «الشذوذ الجنسي». أسّسَ بدلا من ذلك المبادرة المصرية للحقوق الشخصية عام 2002 وهي منظمة تهتم بالدفاع عن حقوق الإنسان في مصر. جدير بالذكر هنا أن المبادرة المصرية هي أول منظمة حقوق إنسان في مصر تعترف بحقوق المثليين.
يعمل بهجت في الوقت الحالي كمُحقق صحفي لدَى مدى مصر. اعتُقل من 8 تشرين الثاني/نوفمبر 2015 إلى 10 تشرين الثاني/نوفمبر من نفس العام وذلك بتُهمة «نشر أخبار كاذبة من شأنها أن تضر بالمصالح الوطنية ونشر المعلومات التي تزعج السّلم العام» وذلك خلال رئاسة عبد الفتاح السيسي. تمّ إدانة هذا الاعتقال من قبل لجنة حماية الصحفيين ومنظمة العفو الدولية. انتقد في كانون الثاني/يناير 2016 نظام السيسي مُجددا حيث قال: «مستوى القمع الآن [كان] أعلى بكثير مما كان عليه تحت نظام مبارك». فازّ بهجت عام 2011 بجائزة منظمة هيومن رايتس ووتش «بسبب محاولته الحفاظ على الحريات الشخصية لدى جميع المصريين».